# Crivadia
Crivadia – wieś w Rumunii, w okręgu Hunedoara, w gminie Bănița. W 2011 roku liczyła 165 mieszkańców.